# 体力ゲームドンGAMBA!
『体力ゲームドンGAMBA!』（たいりょくゲームドンガンバ）は、1980年7月6日から12月28日までTBS系列局（当時フジテレビ系列とのクロスネット局だった福島テレビとテレビ山口を含む）で全26回が放送されたゲーム番組である。放送時間は毎週日曜 12:00 - 13:00 (JST) 。

## 概要
一般視聴者が体力を使って無謀なゲームに挑戦する番組だった。
最終回にはエンディングで、長嶋茂雄の現役引退セレモニー同様のセリフを言わせていた。

## 出演者

### 司会
- 黒澤久雄
- 山田二郎（当時TBSアナウンサー）

### お手本マン
- 池田まさる
- ウガンダ・トラ
- ラビット関根（現・関根勤）
- サンダー杉山

## ルール
- 参加者は5人1組のチームが計4チーム。
- ゲームは、週変わりの物が全部で6種。なおやる前には、必ずお手本マンがお手本をする。
- 得点は1位が100点、2位が50点、3位が30点、4位が10点。
- 最終的に多くの点数を稼いだチームが優勝。30万円を獲得。

### 増補ルール
- 後期より、優勝チームはあと4週連続で挑戦できるようになる（1週でも優勝を逃したら連続挑戦できない）。そして5週連続優勝できたら、それまで貯めた150万円（30万円×5週分）に「チャンピオン賞」として50万円を獲得、計200万円となる。

| TBS系列 日曜12時台                            | TBS系列 日曜12時台                               | TBS系列 日曜12時台                                 |
| 前番組                                        | 番組名                                           | 次番組                                             |
| --------------------------------------------- | ------------------------------------------------ | -------------------------------------------------- |
| 日本縦断クイズ合戦 （1980年4月6日 - 6月29日） | 体力ゲームドンGAMBA! （1980年7月6日 - 12月28日） | 欽也のそっくりベスト10 （1981年1月11日 - 9月27日） |